# 王騰 (後燕)
王 騰（おう とう）は、五胡十六国時代の後燕の軍人・官僚。燕郡の人。前燕の旧臣の子として生まれ、後燕の建国及び発展に貢献した。

## 生涯
383年12月、翟斌が反前秦の兵をあげたのに呼応して、慕容鳳・段随らとともに挙兵した。王騰らは各々の私兵を率いて、翟斌に合流した。前秦の平原公苻暉は、平武侯毛当に翟斌討伐を命じた。翟斌軍は毛当軍を破り、慕容鳳が毛当を討ち取った。進軍して陵雲台を攻略して、1万余の甲冑等を接収した。
384年1月、王騰・慕容鳳・段随は慕容垂を盟主にすべきと翟斌に勧めた。翟斌はこの勧めに従った。建威将軍に任じられた。慕容垂が洛陽から鄴へ向かう際、王騰は石門に浮橋を作り、軍の東遷を助けた。
398年7月、後燕皇帝に慕容盛が即位した。王騰は尚書に任じられた。
402年1月、右僕射に任じられた。
これ以後、王騰の事績は史書に記されていない。

## 関連事項
- 五胡十六国時代の人物一覧